# 神園交通
有限会社神園交通（かみぞのこうつう）は、熊本県八代市に本社を置くタクシー・バス事業者である。

## 概要
八代市とその周辺を拠点にタクシー事業を行っているほか、貸切バスや空港連絡バスの事業も行っている。

## 本社
- 熊本県八代市松江本町5-39

## 沿革
- 1956年8月10日 - 設立。
- 2003年12月20日 - 八代－熊本空港間のを結ぶ高速バスに参入、『すーぱーばんぺいゆ』運行開始。

## 空港連絡バス

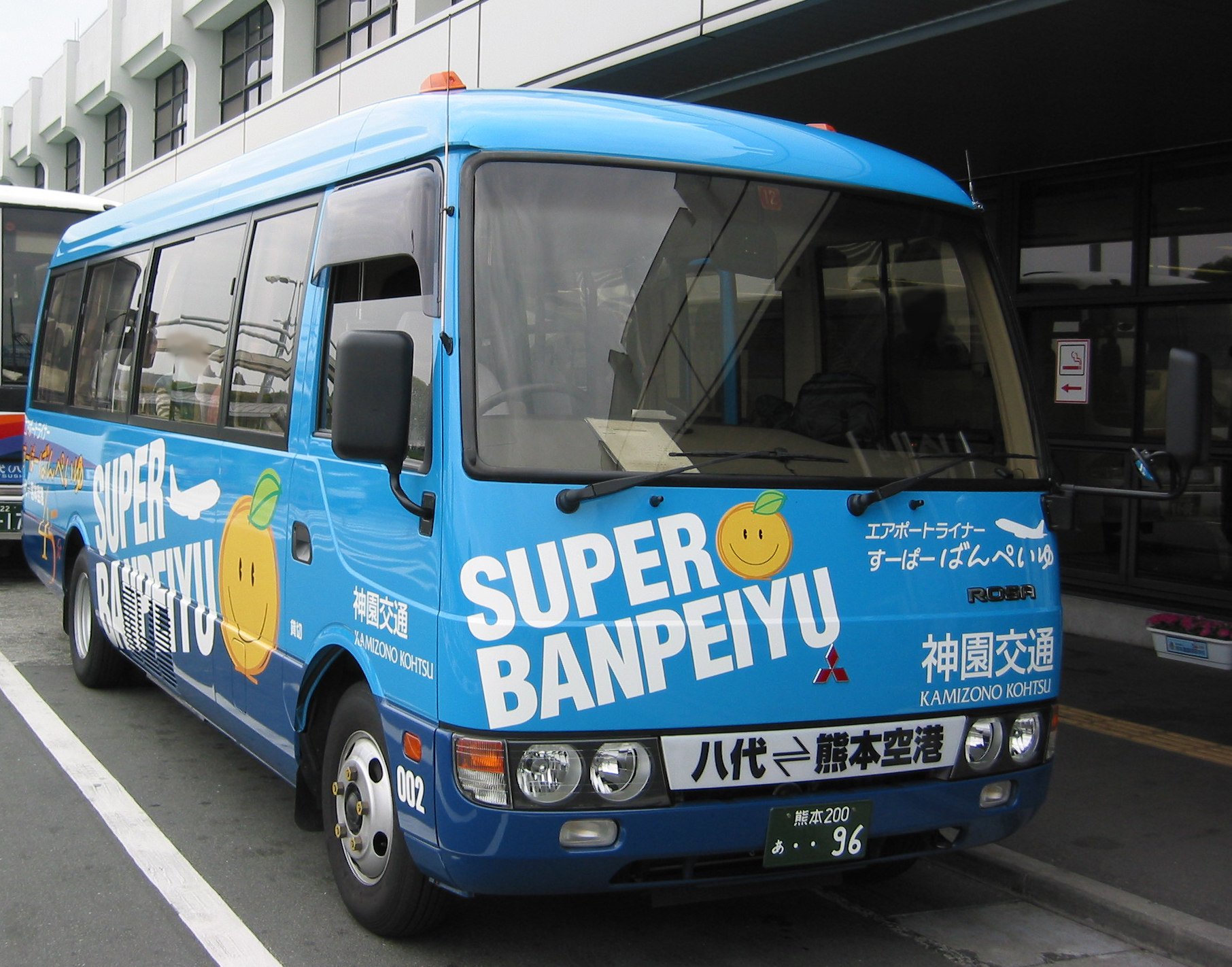
すーぱーばんぺいゆ（初代車両）

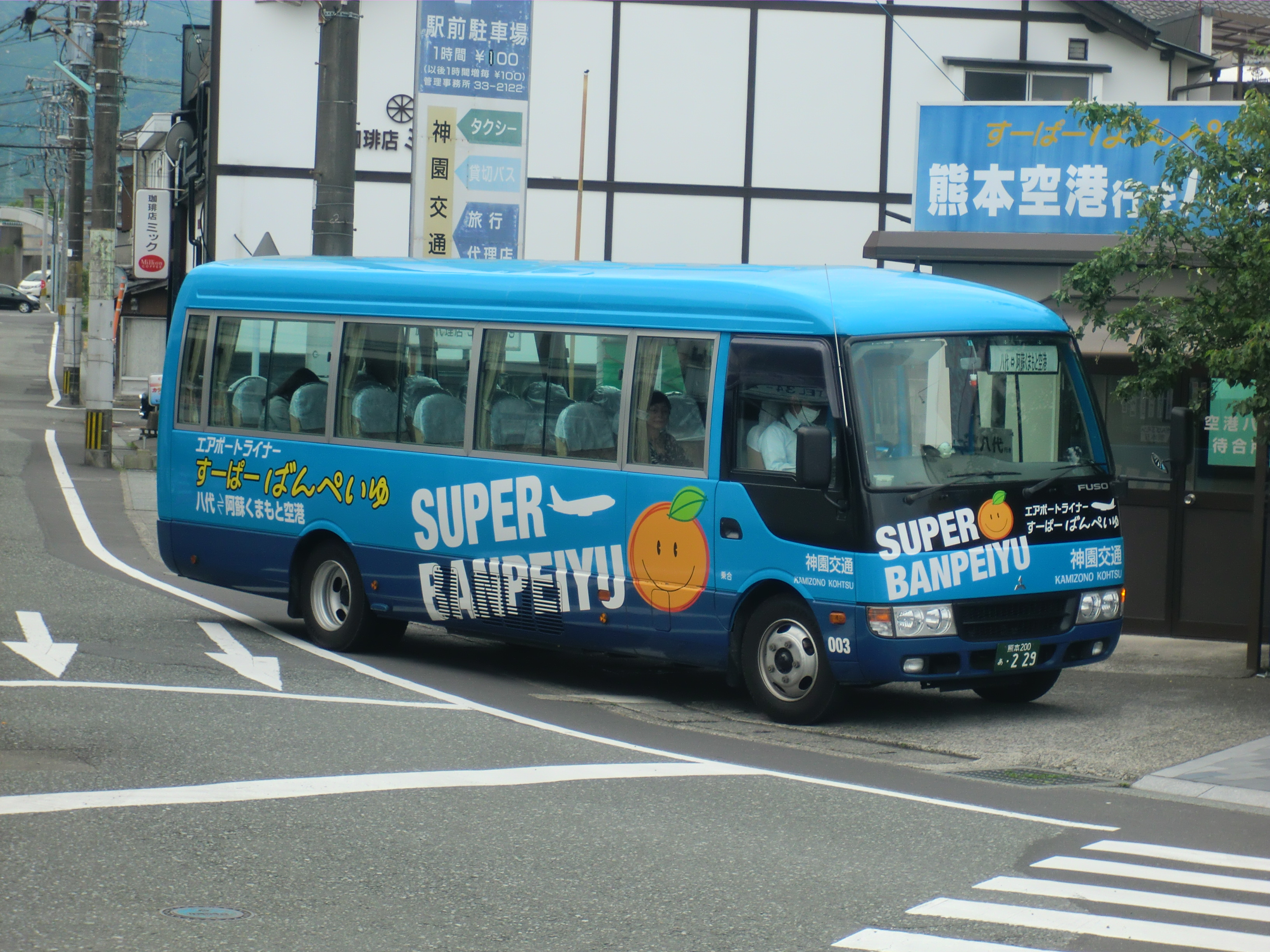
すーぱーばんぺいゆ
2018年現在、ローザのロング車が使用されている

- 八代市内と熊本空港を連絡する高速バス「すーぱーばんぺいゆ」を2003年12月から運行している。

路線のネーミング「ばんぺいゆ」は、八代地方の名産品で国内最大の柑橘類である晩白柚（ばんぺいゆ）である。
沿革
- 2003年12月20日 - 八代市内－熊本空港間の連絡バス「すーぱーばんぺいゆ」を運行開始。
- 2004年3月13日 - 産交バス八代営業所が同区間に「エアラインやつしろ号」を開始（同年8月末に廃止）。それに伴い「すーぱーばんぺいゆ」の運賃を片道2,000円（往復3,000円）から片道1,200円（往復2,200円）に値下げした。

2025年3月現在、八代市内－熊本空港間片道2,300円（往復4,200円）である。
- 2011年 - 八代市内－熊本空港間の数便を運転免許センターまで延伸（但し、免許センター－空港間のみの乗車は不可である）。
- 2025年3月1日 - 八代側の起終点「神園外港車庫」から4往復「くまモンポート前」まで延伸。

### 運行経路・停車停留所
太字は停車停留所。高速・九州道を経由し1日最大10往復（うち「くまモンポート前」発着が4便、「運転免許センター」発着が2便設定）を運行している。
- 阿蘇くまもと空港・運転免許センター 行

くまモンポート前（乗）－神園外港車庫－八代内港－八代市内ホテル5か所－八代駅－新八代駅東口－八代IC－（九州自動車道）－益城IC－阿蘇くまもと空港(降)－運転免許センター（降）
- 八代方面 行

運転免許センター（乗）－阿蘇くまもと空港（乗）－益城IC－（九州自動車道）－八代IC－新八代駅前東口－八代駅前－八代市内ホテル5か所－八代内港－神園外港車庫－くまモンポート前（降）
※(乗)は乗車のみ、(降)は降車のみ。
2011年3月12日、九州新幹線が全線開通したことに合わせて八代市内各バス停間での乗降が可能となった。ただし、空港発最終便に関しては八代市内間での乗車はできない。また、運転免許センター－阿蘇くまもと空港間のみの乗車もできない。SUNQパスおよびICカードでの利用はできない。
航空会社のダイヤ編成に合わせて時刻表の変更が行われるが、基準となる航空便の到着にあわせての発車ではなく、最終便以外は定時運行となる（最終便のみ、遅延時を含め航空便が到着・連絡後の発車となる）。

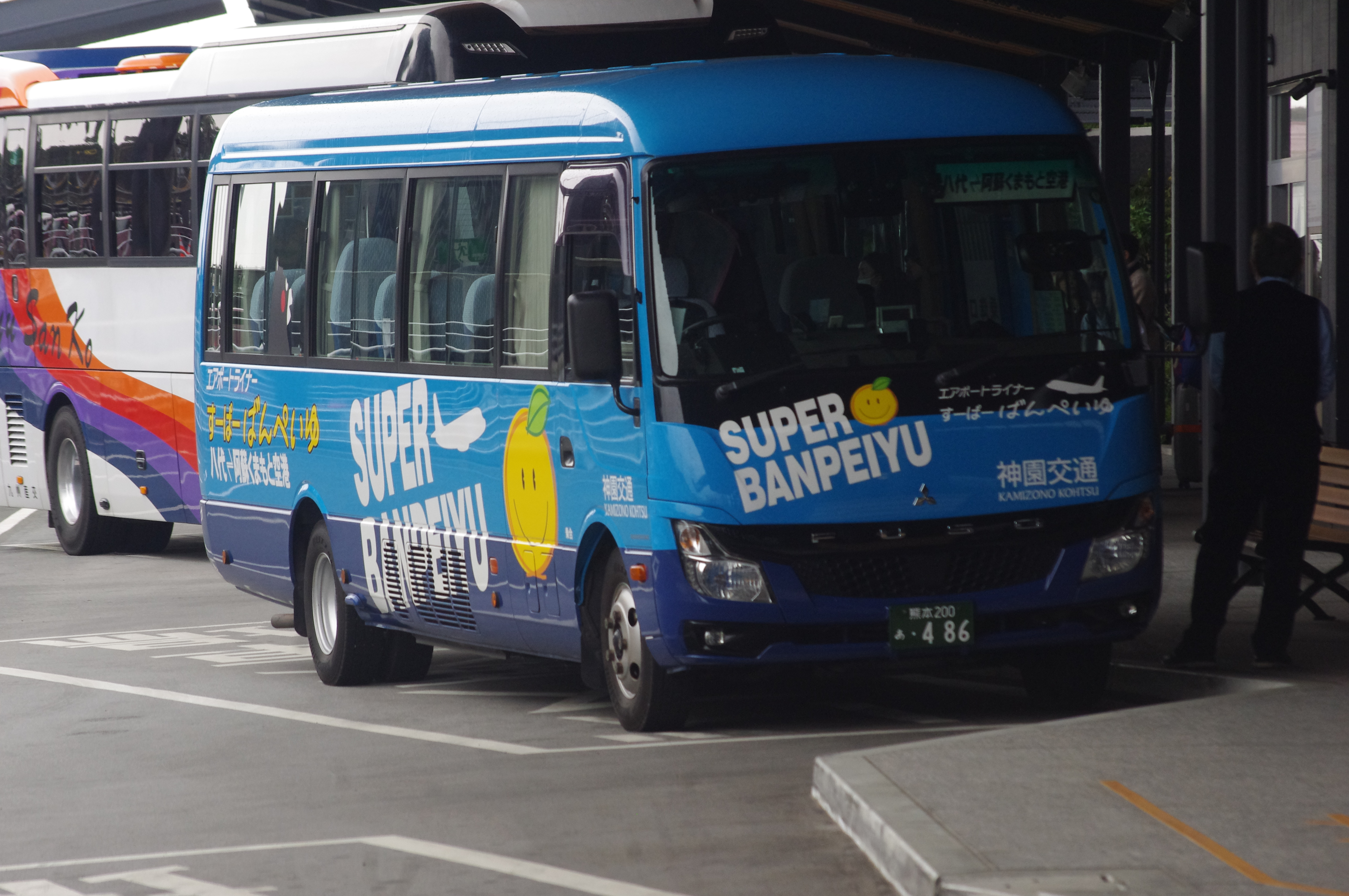
TTG-BE6系ベースのすーぱーばんぺいゆ

原則、座席の予約はできない。座席が超過となった場合には提携のタクシー会社が臨時で対応するため次の便を待つということはないが、5名以上での利用は事前予約を推奨している。
乗客の利便性を考慮してバス停留所でのバスとタクシーの乗り換え接続サービスも行っており、事前に会社や運転手に依頼すれば利用できる。

## 車両

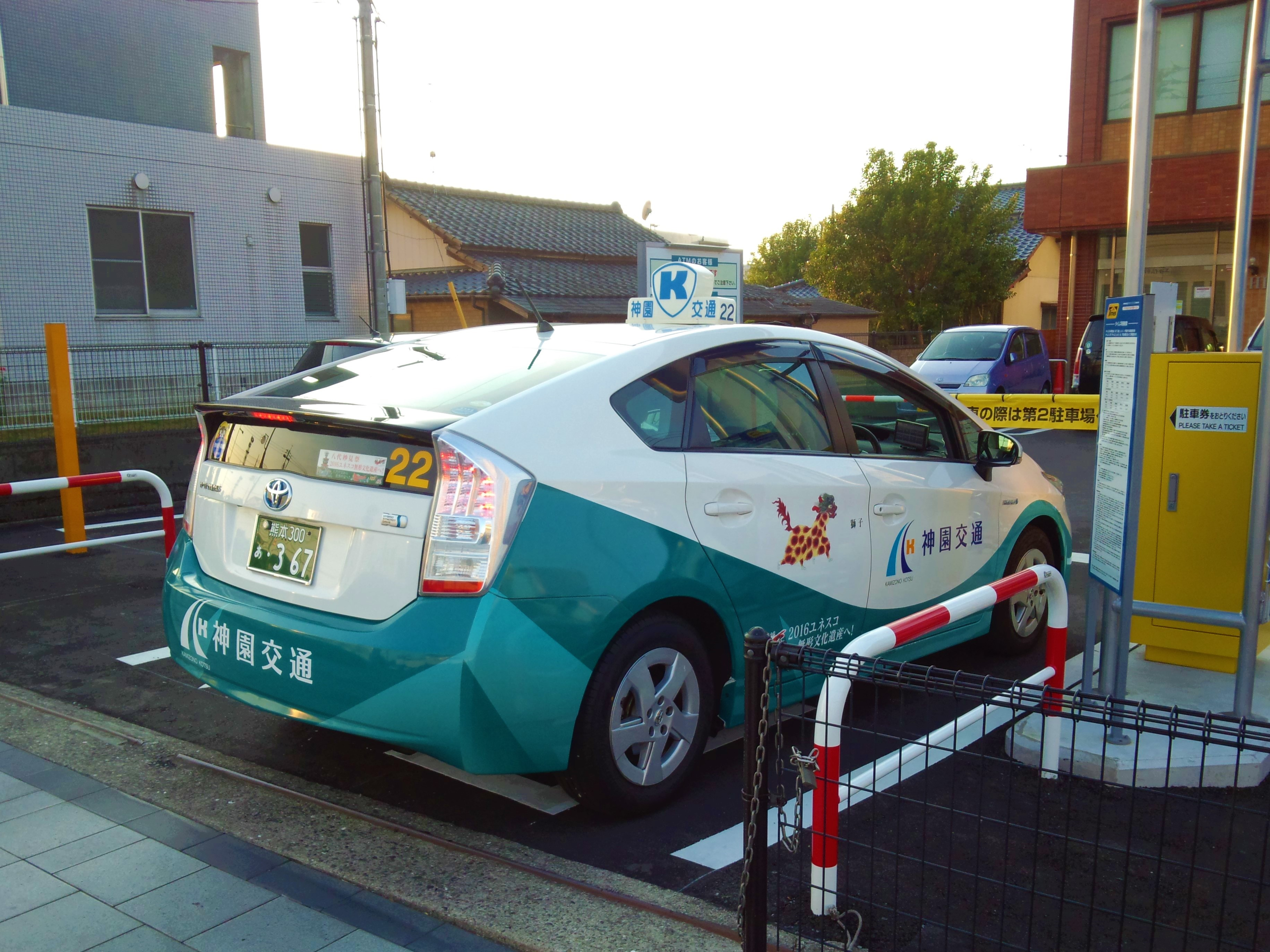
トヨタ・プリウスのタクシー

- タクシー車両はタクシー47台、ジャンボタクシー2台を保有[3]。コンフォート・クラコン・ハイエース、車両数は少ないがプリウスやシエンタ、八代地区の他事業者同様、会社オリジナルカラーを纏うジャパンタクシーなど、トヨタ車を中心に採用している。

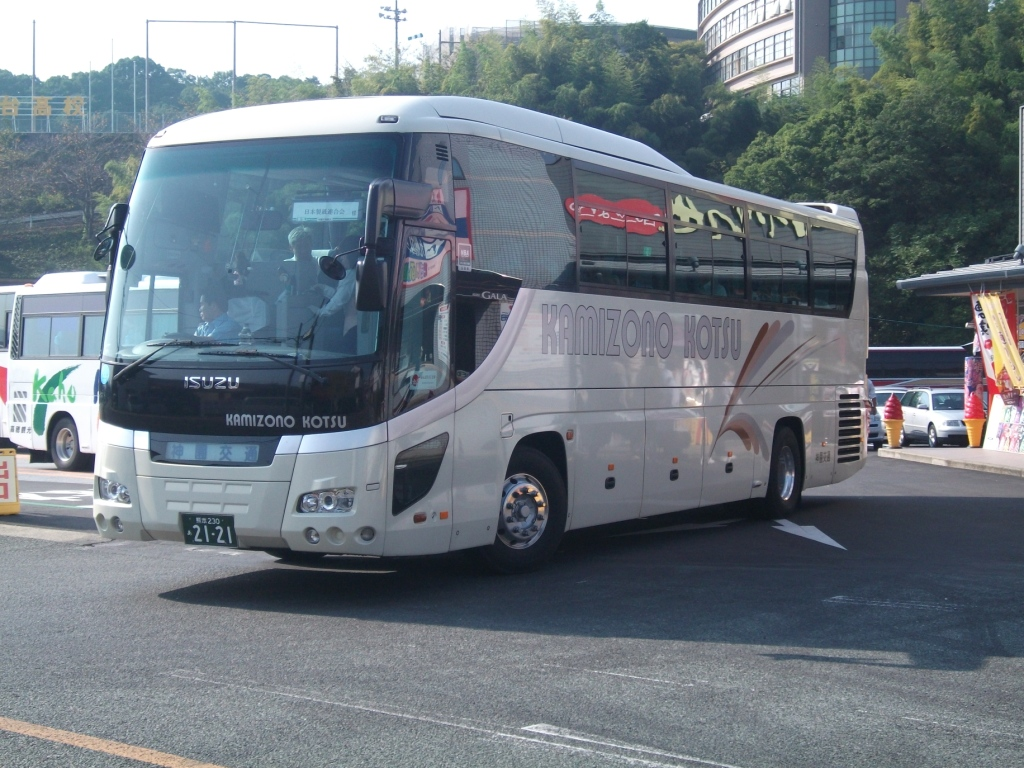
貸切車

- 観光バス車両はいすゞ・ガーラ・三菱ふそう・エアロバス・三菱ふそう・エアロミディMJ（観光型）などを採用。
- 空港連絡バス車両は三菱ふそう・ローザを採用。

## 関連会社・施設
- 神園交通トラベル
- 神園交通サポートサービス